# Darrell Mansfield

## Biografía
Mansfield comenzó como músico en 1974, lanzando su primer álbum Gentle Faith en 1976. Poco después formó la Darrell Mansfield Band.
Con el correr de los años ha grabado e ido de gira por los EE. UU. y Europa, así como el Oriente Medio, Asia y Australia.
Mansfield ha contribuido su voz y armónica a las grabaciones de muchos otros músicos, incluyendo Eddie Van Halen, Jon Bon Jovi, Adam Again y Loverboy. Además ha tocado junto a Jimmy Hall, Joe Turner, Richie Sambora, Billy Idol, Ted Nugent, Five Blind Boys, Earl Slick, Rick Derringer y Billy Sheehan.
Mansfield fue incluido en el Blues Hall of Fame en el 2009, y en el Hohner Harmonica Hall of Fame en 1980. 
Músico y compositor que ha lanzado más de treinta álbumes, con géneros que van desde el Delta Blues al Hard Rock y el Southern Rock, ha sido un precursor en el Gospel Blues y el Rock Cristiano por más de tres décadas.

## Discografía
- Gentle Faith (1976)
- Higher Power (1979)
- Get Ready (1980)
- Darrell Mansfield live (1983)
- The Vision (1983)
- Revelation (1985)
- Darrell Mansfield Band live at Calvary Chapel (1988)
- Trimmed and Burnin' (1990), junto a Glenn Kaiser
- Blues with a Feelin' (1991), junto a Eric Turner
- Live At Flevo (1991)
- Get Ready (1992, re-release)
- Give Him Your Blues (1992)
- Slow Burn (1993), junto a Glenn Kaiser
- Shack of Peasants (1993, 2-volume set)
- The Blues Night (1994), junto a Glenn Kaiser
- Collection (1994)
- Mansfield And Company (1995)
- Tribute to Reverend Dan Smith, The Lord's House (1995)
- Into the Night (1995), junto a Larry Howard y Glenn Kaiser
- Delta Blues (1997)
- Crossroads (1997)
- Last Chance Boogie (1998)
- Darrell Mansfield Blues Band: Live in Europe (1999)
- Darrell Mansfield Blues Band: Live On Tour (2000)
- Soul'd Out (2000)
- The Best of Darrell Mansfield Vol. 1 (2004)
- Shades (2007)
- Born to Be Wild (2008)
- Life's Highway (2009)
- The Best of Darrell Mansfield Vol. 2 (2009)
- People Get Ready (Live in concert) (2009)

## Videografía
- First Love (1998)
- People Get Ready (2009)